# William Lucking
William „Bill“ Lucking (* 17. Juni 1941 in Vicksburg, Michigan; † 18. Oktober 2021 in Las Vegas, Nevada) war ein US-amerikanischer Film- und Theaterschauspieler. Internationale Bekanntheit erlangte er durch seine Rollen als Billy Walker in Welcome to the Jungle und als Piermont „Piney“ Winston in der US-Dramaserie Sons of Anarchy.

## Werdegang
Lucking studierte Literatur und Schauspiel an der University of California. Seine ersten Schauspielerfahrungen vor der Kamera machte er 1965 in der US-amerikanischen Seifenoper Zeit der Sehnsucht. 1971 zog Lucking nach Santa Paula, um dort eine Familie zu gründen. Währenddessen arbeitete er weiter an seiner Schauspielkarriere. So wirkte er unter anderem in Doc Savage – Der Mann aus Bronze und im zweiten Teil von Der Mann, den sie Pferd nannten mit. In den späten 1980er Jahren widmete sich Lucking vermehrt der Theaterschauspielerei. 1985 gründete er mit Dana Elcar das Schauspielhaus Santa Paula Theater Center und war fünf Jahre dessen künstlerischer Leiter. In dieser Zeit produzierte er einige Bühnenaufführungen. Es folgten Gastauftritte in Serien wie Columbo, Star Trek: Deep Space Nine und JAG – Im Auftrag der Ehre. Durch seine Rollen als Billy Walker in Welcome to the Jungle und als Piermont „Piney“ Winston in der US-Dramaserie Sons of Anarchy erlangte er internationale Bekanntheit.
Nachdem seine erste Frau 1996 an Krebs gestorben war, widmete sich Lucking neben der Schauspielerei dem Schreiben von Kurzgeschichten und Novellen. Mit seiner zweiten Frau lebte und arbeitete er in Pasadena (Kalifornien). William Lucking starb am 18. Oktober 2021 in seinem Zuhause in Las Vegas. Er hinterließ neben seiner Ehefrau zwei Töchter und zwei Enkelinnen.

## Filmografie (Auswahl)
- 1965: Zeit der Sehnsucht (Days of Our Lives, Fernsehserie)
- 1968: Der Chef (Ironside, Fernsehserie, 1 Episode)
- 1968: Kobra, übernehmen Sie (Mission: Impossible, Fernsehserie, 1 Episode)
- 1969: Die wilden Schläger von Rockers Town (Hell’s Belles)
- 1970: Bonanza (Fernsehserie, 1 Episode)
- 1972: Der Todesritt der glorreichen 7 (The Magnificent Seven Ride!)
- 1973: Oklahoma Crude
- 1974: Mannix (Fernsehserie, 1 Episode)
- 1975: Doc Savage – Der Mann aus Bronze (Doc Savage: The Man of Bronze)
- 1976: Der Mann, den sie Pferd nannten – 2. Teil (The Return of a Man Called Horse)
- 1976: Barnaby Jones (Fernsehserie, 1 Episode)
- 1978–1980: Der unglaubliche Hulk (The Incredible Hulk, Fernsehserie)
- 1979: Victor Charlie ruft Lima Sierra (The French Atlantic Affair, Fernsehserie, 3 Episoden)
- 1979: Hart aber herzlich (Hart to Hart, Fernsehserie, Folge Der kleine Jonathan)
- 1979: Captain America II: Death Too Soon (Fernsehfilm)
- 1980: Von Küste zu Küste (Coast to Coast)
- 1982: M*A*S*H (Fernsehserie, 1 Episode)
- 1982: Knight Rider (Fernsehserie, Staffel 1 Folge 12 Das Gipfeltreffen)
- 1983:  Magnum (Fernsehserie, 1 Episode)
- 1983–1984: Das A-Team (The A-Team, Fernsehserie, 3 Episoden)
- 1990: Columbo: Luzifers Schüler (Columbo Goes to College, Fernsehreihe)
- 1994: Der Mann, der niemals starb (The Man Who Wouldn’t Die)
- 1995–1997: Star Trek: Deep Space Nine (Fernsehserie, 3 Episoden)
- 1996–2000: JAG – Im Auftrag der Ehre (JAG, Fernsehserie, 2 Episoden)
- 2003: Welcome to the Jungle (The Rundown)
- 2006: Cold Case – Kein Opfer ist je vergessen (Cold Case, Fernsehserie, 1 Episode)
- 2008–2011: Sons of Anarchy (Fernsehserie, 49 Episoden)
- 2012: Contraband
- 2014: Murder in the First (Fernsehserie, 2 Episoden)